# サイコ・ゴアマン
『サイコ・ゴアマン』（原題：PG: Psycho Goreman）は、2021年のカナダのSFファンタジーコメディ特撮映画。
当初は同年3月にサウス・バイ・サウスウエストにて初公開される予定だったが、新型コロナウイルス感染症の世界的流行によって中止となり、モンスターフェスとシッチェス・カタロニア国際映画祭にて公開され、2021年1月22日に劇場とビデオ・オン・デマンドで同時公開された。
日本では、同年7月29日よりシネマート新宿他で順次公開された。PG-12指定。
本作の監督を務めたスティーヴン・コスタンスキはカナダの映像制作集団「アストロン6」の一員であり、「アストロン6」の他メンバーも何らかの形で出演している。

## ストーリー
ある日、ルークとミミの兄妹は、庭で謎の宝石を見つけ、「悪夢の大公」と呼ばれる残虐な宇宙人を復活させてしまう。「悪夢の大公」は、兄妹に宝石を返すよう脅すが、聞き入れられるどころか、「サイコ・ゴアマン」と名付けられ、ミミに宝石を利用されるかたちで服従させられてしまう。
そうこうしているうちに、「悪夢の大公」を狙う刺客たちが彼らに送り込まれる。

## キャスト
- ミミ：ニタ・ジョゼ・ハンナ
- ルーク：オーウェン・マイヤー
- サイコ・ゴアマン：マシュー・ニネーバー
- サイコ・ゴアマン（声）：スティーヴン・ヴラホス
- グレッグ：アダム・ブルックス
- スーザン：アレクシス・ハンシー
- パンドラ：クリステン・マックロック
- チャド：リース・プレスリー
- ウィッチマスター（声）：黒沢あすか

## スタッフ
- 監督・脚本 - スティーヴン・コスタンスキ
- 製作 - スチュアート・F・アンドリュース、シャノン・ハンマー、スティーヴン・コスタンスキ
- 撮影 - アンドリュー・アペル
- 音楽 - Blitz//Berlin（英語版）
- 編集 - アンドリュー・アペル、スティーヴン・コスタンスキ

## 制作
コスタンスキは元々土曜日の朝に放送されている子供番組や映画『スター・ウォーズ』に出てくる悪役を好んでおり、もし自分が悪役やその仲間になったらどうするかという考えが本作の開発のきっかけになったと、日本のメディア「ホラー通信」とのインタビューの中で明かしている。
また、コスタンスキは「シネマトゥデイ」という別の日本のメディアに寄せたコメントの中で、本作に影響を与えた作品として『真・仮面ライダー 序章』や『強殖装甲ガイバー』（特に映画『ガイバー/ダークヒーロー』）を挙げている。
コスタンスキは主人公が少女にした理由として「怪人・PG（サイコ・ゴアマン）に対して堂々と渡り合える存在であるには、もともと強いキャラクターが必要である」ということを挙げており、強い女性に囲まれた状態で育ったことも理由の一つとして挙げている。
主人公・ミミ役のニタ・ジョゼ・ハンナについて、コスタンスキはハンナがミミそのものだとしており、奥行きを出すために「メリハリをつけて」ということ以外は演技上の指示はしていないとインタビューの中で話している。
本作の登場人物の内、バイオコップはコスタンスキの短編映画「Bio-Cop」を初出としている。
コスタンスキは「Bio-Cop」公開後に再登場を求められたことや、ストーリー展開においてPGが警察に遭遇してもおかしくないと判断したことで、本作での再登場につながったと話している。
本作は低予算映画であるがために、クリーチャーのエフェクトにはあまり予算を裂けず、トロントのマスターエフェクトという会社に発注しつつも、コスタンスキ本人も作業に参加した。
前述に加え、タイトなスケジュールが組まれていたこともあり、編集とポストプロダクションだけでも8か月を費やした。

## 公開
当初は2020年3月にサウス・バイ・サウスウエストで初公開される予定だったが、同映画祭が中止となったため、同年10月7日のビヨンドフェスで初めて上映を行い、モンスターフェスとシッチェス・カタロニア国際映画祭でも上映された。
その後、RLJEフィルム及びAMCシアターズが運営する定額制動画配信サービス「Shudder」が配給権を取得し、2021年1月22日に劇場とビデオ・オン・デマンドで同時公開され、DVD / Blu-rayは同年3月16日に発売。
日本では、2021年7月より劇場公開された。その際、漫画家藤本タツキによる描きおろしイラストが公開された。

## 反響
ロックバンド・オワリカラのボーカルタカハシヒョウリは、ウェブサイト「@DIME」に寄せたレビュー記事の中で、ストーリーは急展開の連続だとしつつも、王道的な展開もあり、最後にはほんわかした感動も味わえると評価している。タカハシはサイコ・ゴアマンをはじめとする異星人たちのデザインも秀逸だとしている一方、ミミ役の俳優の邪悪の笑顔が一番だとしている。また、タカハシは本作の暴力表現について、からっとしていて内向きにならないポップさがあると評価している。